# Hui Jiakang
Hui Jiakang (惠家康S, Huì JiākāngP; Shenyang, 15 gennaio 1989) è un calciatore cinese, centrocampista del Changchun Yatai.

## Cronologia presenze e reti in nazionale
| Cronologia completa delle presenze e delle reti in nazionale ― Cina | Cronologia completa delle presenze e delle reti in nazionale ― Cina | Cronologia completa delle presenze e delle reti in nazionale ― Cina | Cronologia completa delle presenze e delle reti in nazionale ― Cina | Cronologia completa delle presenze e delle reti in nazionale ― Cina | Cronologia completa delle presenze e delle reti in nazionale ― Cina | Cronologia completa delle presenze e delle reti in nazionale ― Cina | Cronologia completa delle presenze e delle reti in nazionale ― Cina |
| Data                                                                | Città                                                               | In casa                                                             | Risultato                                                           | Ospiti                                                              | Competizione                                                        | Reti                                                                | Note                                                                |
| ------------------------------------------------------------------- | ------------------------------------------------------------------- | ------------------------------------------------------------------- | ------------------------------------------------------------------- | ------------------------------------------------------------------- | ------------------------------------------------------------------- | ------------------------------------------------------------------- | ------------------------------------------------------------------- |
| 19-12-2008                                                          | Mascate                                                             | Cina                                                                | 0 – 2                                                               | Iran                                                                | Amichevole                                                          | -                                                                   | 46’                                                                 |
| 10-01-2017                                                          | Nanning                                                             | Cina                                                                | 0 – 2                                                               | Islanda                                                             | Amichevole                                                          | -                                                                   | 73’                                                                 |
| 14-01-2017                                                          | Nanning                                                             | Cina                                                                | 1 – 1 dts (5 – 4 dtr)                                               | Croazia                                                             | Amichevole                                                          | -                                                                   | 76’                                                                 |
| Totale                                                              |                                                                     | Presenze                                                            | 3                                                                   |                                                                     | Reti                                                                | 0                                                                   |                                                                     |